# Chetco (rzeka)
Chetco – rzeka w hrabstwie Curry w Oregonie w Stanach Zjednoczonych. Rzeka ma swój początek w górach Klamtah a uchodzi bezpośrednio do Pacyfiku pomiędzy miejscowościami Brookings and Harbor, około 10 km na północ od granicy stanowej z Kalifornią. Ma charakter górski i według klasyfikacji rządowej agencji National Wild and Scenic Rivers System 44 km rzeki mają charakter Dziki, 12,8 km Widokowy, 17,6 km Rekreacyjny. W dorzeczu rzeki znajdują się najbardziej na północ wysunięte stanowiska sekwoi wieczniezielonej.
Pierwszymi Europejczykami, którzy dotarli w rejon zamieszkałej co najmniej przez 3000 lat rzeki byli w czasie swoich wypraw Francis Drake, George Vancouver i Jedediah Smith. W rejonie rzeki mieszkali Indianie Chetco. U ujścia rzeki w 1854 roku miał miejsce jeden z incydentów wojen pomiędzy ludnością tubylczą a napływającymi osadnikami.